# Augères
Augères település Franciaországban, Creuse megyében. Lakosainak száma 117 fő (2022. január 1.). Augères Aulon, Azat-Châtenet, Ceyroux, Janaillat, Montaigut-le-Blanc és Saint-Dizier-Masbaraud községekkel határos.

## Népesség
A település népességének változása:
| Lakosok száma | 254  | 178  | 146  | 139  | 126  | 122  | 116  | 118  | 119  | 117  |
|               | 1968 | 1982 | 1990 | 2006 | 2013 | 2015 | 2017 | 2019 | 2020 | 2022 |